# Zwartoorkolibrie
De zwartoorkolibrie (Adelomyia melanogenys) is een vogel uit de familie Trochilidae (kolibries).

## Verspreiding en leefgebied
Deze soort komt voor van Venezuela tot noordwestelijk Argentinië en telt negen ondersoorten:
- A. m. cervina: westelijk en centraal Colombia.
- A. m. sabinae: oostelijke Andes in Colombia.
- A. m. connectens: zuidelijk Colombia.
- A. m. melanogenys: van oostelijk Colombia en westelijk Venezuela tot het zuidelijke deel van Centraal-Peru.
- A. m. debellardiana: Sierra de Perija (de bergen van westelijk Venezuela).
- A. m. aeneosticta: centraal en noordelijk Venezuela.
- A. m. maculata: Ecuador en noordelijk Peru.
- A. m. chlorospila: zuidoostelijk Peru.
- A. m. inornata: Bolivia en noordwestelijk Argentinië.

## Afbeeldingen

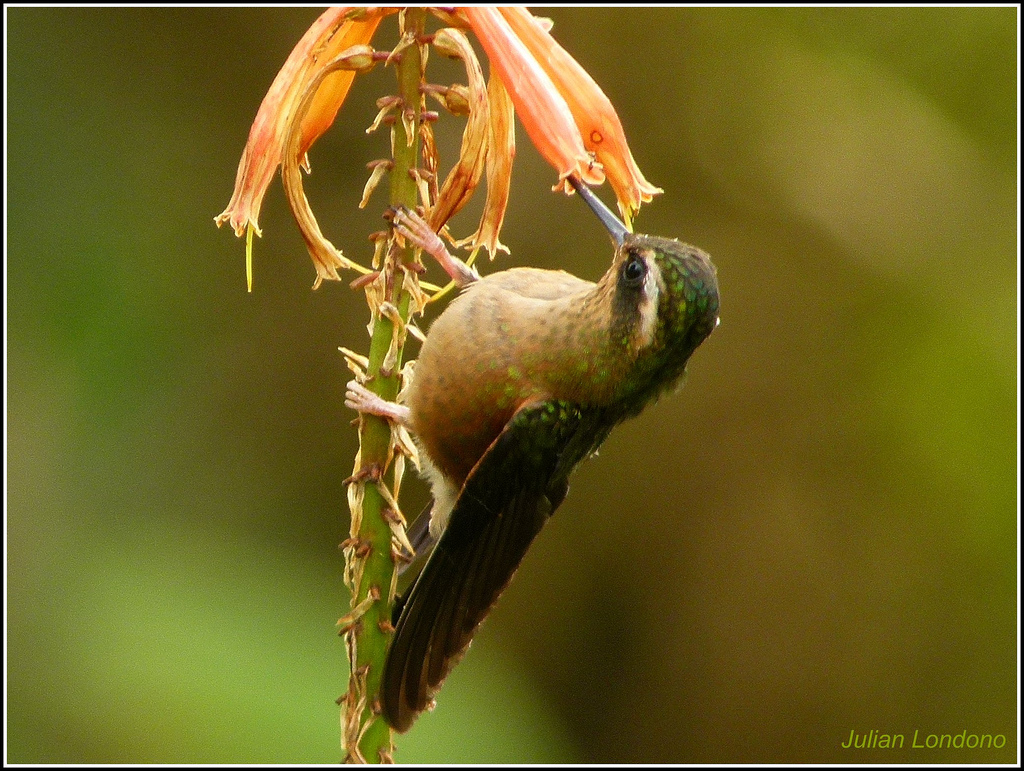